# Damian Nasiadko
Damian Nasiadko (ur. 28 sierpnia 1992) – polski judoka.
Zawodnik SGKS Wybrzeże Gdańsk (2005-2017). Brązowy medalista mistrzostw Europy juniorów 2011 w kategorii ponad 100 kg. Sześciokrotny medalista mistrzostw Polski seniorów w kategorii ponad 100 kg: trzykrotny srebrny (2011, 2014, 2015) i trzykrotny brązowy (2012, 2013, 2016). Ponadto m.in. młodzieżowy mistrz Polski 2014 i trzykrotny mistrz Polski juniorów (2009, 2010, 2011).